# Powiat Ōsato
Powiat Ōsato (jap. 大里郡 Ōsato-gun) – powiat w Japonii, w prefekturze Saitama. W 2024 roku liczył 31 401 mieszkańców.

## Miejscowości
- Yorii